# Bazilika svatého Františka z Assisi (Assisi)
Bazilika svatého Františka je rozlehlá bazilika v italské Assisi, ve které je pohřben svatý František z Assisi. Bazilika je jedním z hlavních poutních míst křesťanů v Itálii a slouží jako hlavní kostel řádu menších bratří. Od roku 2000 je součástí světového dědictví.

## Chrámový komplex

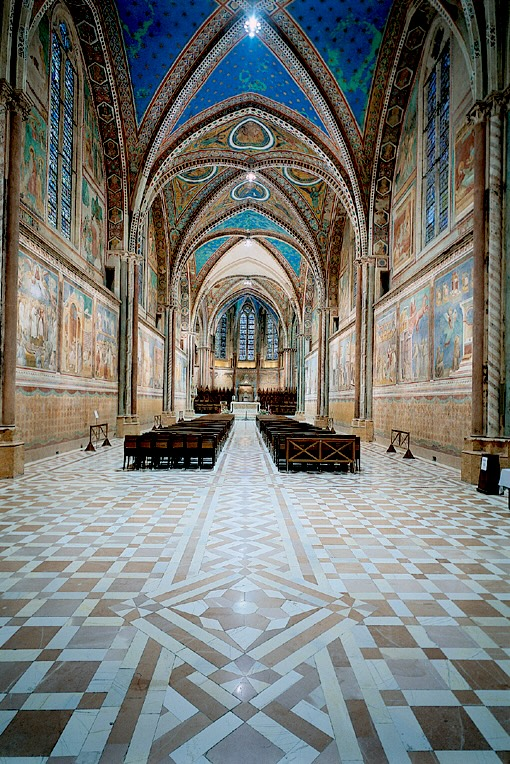
Gotický interiér horního kostela

Celý komplex S. Francesco sestává ze samotné baziliky – Dolního chrámu (Chiesa Inferiore), Horního chrámu (Chiesa Superiore) a kláštera Sacro Convento. Před nimi je horní a dolní náměstí sv. Františka (Piazza Inferiore a Superiore). 
Výstavba chrámu byla zahájena po svatořečení sv. Františka roku 1228, a dokončena o 25 let později. Na výzdobě se podíleli malíři Cimabue a Giotto di Bondone, který v lodi horního kostela vytvořil cyklus 28 fresek ze světcova života. Stavba je jednou z nejstarších gotických památek na území dnešní Itálie.